# Fast & Furious Presents: Hobbs & Shaw
Fast & Furious Presents: Hobbs & Shaw, também conhecido como Hobbs & Shaw, (bra: Velozes e Furiosos: Hobbs & Shaw; prt: Velocidade Furiosa: Hobbs & Shaw) é um filme de ação e aventura estadunidense de 2019, dirigido por David Leitch e escrito por Chris Morgan, sendo um spin-off da franquia The Fast and the Furious, apresentando dois personagens, Luke Hobbs e Deckard Shaw, nos papéis principais. Produzido pela Seven Bucks Productions e Chris Morgan Productions e distribuído Universal Pictures, é estrelado por Dwayne Johnson, Jason Statham, Idris Elba e Vanessa Kirby.
A pré-estreia de Fast & Furious Presents: Hobbs & Shaw ocorreu no dia 13 de julho de 2019 no Dolby Theatre, em Hollywood. Foi lançado no Brasil e em Portugal no dia 1 de agosto de 2019. Estreou nos Estados Unidos em 2 de agosto de 2019 nos formatos convencional, Dolby Cinema e IMAX. Arrecadou mais de US$ 760 milhões mundialmente.

## Elenco
| Ator/Atriz     | Personagem         |
| -------------- | ------------------ |
| Dwayne Johnson | Luke Hobbs         |
| Jason Statham  | Deckard Shaw       |
| Vanessa Kirby  | Hattie Shaw        |
| Idris Elba     | Brixton Lore       |
| Eiza González  | Margarita          |
| Helen Mirren   | Magdalene Shaw     |
| Ryan Reynolds  | Locke              |
| Kevin Hart     | Dinkley            |
| Cliff Curtis   | Jonah Hobbs        |
| Roman Reigns   | Mateo Hobbs        |
| Lori Pelenise  | Sefina Hobbs       |
| Eliana Su'a    | Sam Hobbs          |
| Eddie Marsan   | Professor Andreiko |
| Rob Delaney    | Agente Loeb        |

## Produção

### Desenvolvimento
Em Novembro de 2015, Vin Diesel anunciou em uma entrevista no programa Variety que potenciais spin-offs para a série The Fast and the Furious estariam em estágio inicial de desenvolvimento. Um filme spin-off centrado nos personagens Luke Hobbs e Deckard Shaw foi anunciado em Outubro de 2017 pela Universal Pictures com data marcada de lançamento para 26 de Julho de 2019 com Chris Morgan retornando como roteirista. O programa noticiou que Shane Black estava sendo cogitado para dirigir o filme. O anúncio do spin-off provocou uma resposta no Instagram de Tyrese Gibson, criticando Johnson por fazer com que o nono filme Velozes & Furiosos se atrasasse por mais um ano. Em Fevereiro de 2018, o diretor de Deadpool 2, David Leitch entrou em negociações para dirigir o filme. Em Abril de 2018, Leitch foi confirmado como diretor do filme adicionalmente com David Scheunemann como designer de produção.

### Elenco
Em Julho de 2018, Vanessa Kirby foi escalada ao filme para interpretar uma agente do MI6 e a irmã de Shaw, junto com Idris Elba para interpretar o papel principal de vilão no filme. Em Outubro de 2018, Eddie Marsan entrou para o elenco do filme. Em Novembro de 2018, Eiza González juntou-se ao elenco do filme.

### Filmagens
As filmagens principais começaram em 10 de setembro de 2018, em Londres, Inglaterra. Dwayne Johnson juntou-se à produção duas semanas depois, em 24 de Setembro de 2018 depois de finalizar Jungle Cruise. Em Outubro, as filmagens foram transferidas para Glasgow para recriar Londres. Filmagens também ocorreram no final de 2018 na Usina Elétrica Eggborough, em North Yorkshire.

## Sequência
Em Abril de 2020 Dwayne Johnson anunciou que a sequência está em desenvolvimento e o roteiro será do Chris Morgan

## Lançamento
Fast & Furious Presents: Hobbs & Shaw foi lançado em 2 de agosto de 2019 após ter sido remarcado pela Universal Studios, anteriormente previsto para 26 de julho de 2019.